# پریش سنت پل چارلستون
پریش سنت پل چارلستون (به لاتین: Saint Paul Charlestown Parish) یک قصبه در سنت کیتس و نویس است که در سنت کیتس و نویس واقع شده‌است. پریش سنت پل چارلستون ۱٬۸۲۰ نفر جمعیت دارد.